# روئالد آموندسن
روئالد آموندسن (نروژی: Roald Amundsen; ۱۸ سپتامبر ۱۹۱۳ – ۲۹ مارس ۱۹۸۵) بازیکن فوتبال اهل نروژ بود.
از باشگاه‌هایی که در آن بازی کرده‌است می‌توان به باشگاه فوتبال میوندالن اشاره کرد.
وی همچنین در تیم ملی فوتبال نروژ بازی کرده‌است.